# Friedhof Magelsen

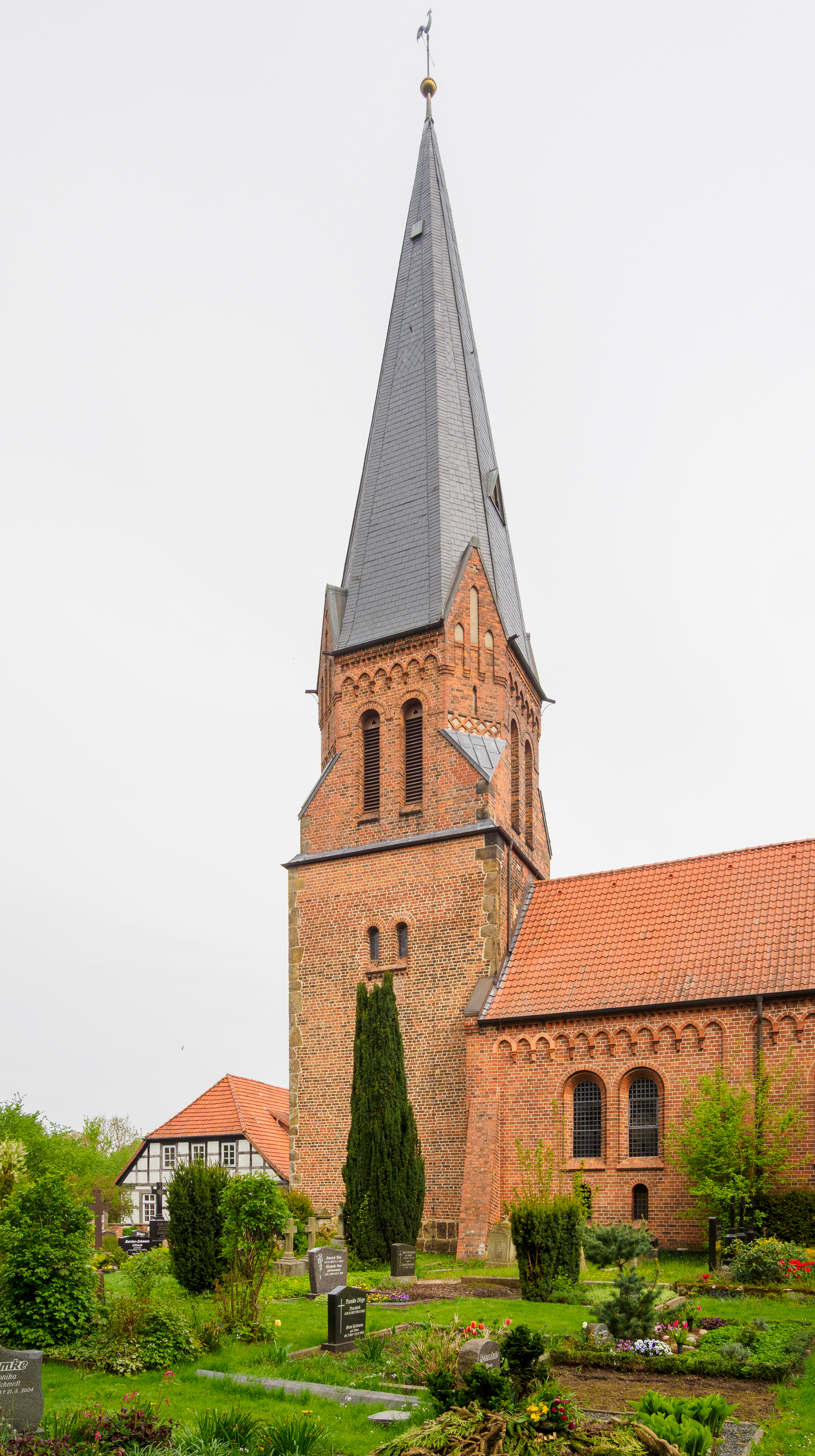
Kirche in Magelsen und der sie umgebende Friedhof

Der Friedhof Magelsen befindet sich östlich der Landesstraße L 201 in Magelsen, einem Ortsteil der Gemeinde Hilgermissen in der Samtgemeinde Grafschaft Hoya im niedersächsischen Landkreis Nienburg/Weser.
Auf dem Kirchfriedhof bei der Kirche Magelsen im Ortszentrum befinden sich Grabstellen verschiedener Art. Er ist ca. 95 m lang und maximal ca. 80 m breit.